# Giovanni Maria Cecchi
Giovanni Maria Cecchi (Firenze, 15 marzo 1518 – San Martino a Gangalandi, 19 ottobre 1587) è stato un commediografo, scrittore e notaio italiano, devoto alla famiglia dei Medici.

## Biografia
Giovanni Maria Cecchi nacque a Firenze il 15 marzo 1518. Assisté da giovane all'assedio del 1530 e alla caduta della repubblica. Tornati i Medici, vide, dopo la violenta morte del duca Alessandro, l'ascesa di Cosimo I. Qualche ricordo di questi avvenimenti è nelle sue commedie, ma fuggevole, semplice riferimento a un tempo passato, senza intenzioni di rimpianti politici. Neppure una tremenda tragedia famigliare, del tempo dell'assedio, l'uccisione del padre per mano di un certo Fabrino del Grillo da Castagno, turbò la sua serenità di artista, per quanto egli, coi fratelli, perseguitasse, inviando una supplica a Cosimo I, l'assassino che, sotto Alessandro, era vissuto indisturbato. Fu notaio, e restano suoi rogiti dal 1547 al 1577. Occupò con onore importanti uffici pubblici: fu due volte proconsole e cancelliere dei Maestri di Contratto. Trafficò lane insieme con i Segni, gli Adimari e i Baldesi. Giovanni Maria Cecchi morì nella sua villa di Gangalandi il 19 ottobre 1587.
Amante del fiorentino, scrisse nel 1557 una Dichiarazione di motti, proverbi, detti e parole della nostra lingua (pubbl. dal Fiacchi, Firenze 1820) utile alla comprensione del linguaggio fiorentino di quei tempi; nel 1575 compose un libro Delle cose della Magna, Fiandra, Spagna, e regno di Napoli, frutto di studi, non di osservazioni originali e di viaggi (ed. Zambrini, Bologna 1867); allo stesso periodo risale una Lezione o vero Cicalamento del maestro Bartolino del Canto de' Bischeri sul sonetto del Berni "Passeri e beccafichi" (Firenze 1582). Di lui è anche una raccolta di Poesie (edite dal Dello Russo, Napoli 1866). Ma la fama del Cecchi è legata soprattutto alle sue produzioni drammatiche, che sommano a una cinquantina tra commedie, intermezzi scenici, drammi e farse spirituali, scritte per pie confraternite e brigate laiche.
Nelle commedie, che sono ventuno, il Cecchi generalmente imitò commedie latine: p. es. nei Dissimili gli Adelphoe; nella Moglie i Menecmi, il Trinummus e l'Andria; negli Sciamiti in parte la Mostellaria. Ma Cecchi ha scritto anche commedie originali, come l'Assiuolo "non cavato né da Terenzio né da Plauto, ma da un caso nuovamente accaduto a Pisa"; e come il Diamante, cavato da "un caso occorso qui in Firenze non è gran tempo". Tra le commedie profane l'Assiuolo, così intitolato dal grido ridicolo dell'assiuolo (chiù, chiù, chiù...) che un vecchio dottore innamorato dovrebbe fare per essere accolto dalla sua bella, è considerato il suo capolavoro. La commedia ricorda nell'invenzione varie novelle del Boccaccio (III, 6; VI, 8; VII, 7) e, nel finale, la Mandragola del Machiavelli. Il Cecchi, anche quando imita Plauto e Terenzio, tiene costantemente d'occhio il mondo presente, e per questo motivo le sue commedie assumono importanza di documenti della vita familiare e sociale del suo tempo. Egli tende verso un'arte più libera, con cui potere, senza l'impaccio dei modelli classici, assecondare il proprio genio; e di questa tendenza sono prova certi intermedî scenici, che anticipano in un certo senso il melodramma, prima che la Camerata de' Bardi lo iniziasse, proprio a Firenze, e i drammi spirituali, dove, con molta libertà e con vera originalità, a volte con ingenuità, unisce il sacro e il profano. Per essere più libero egli abbandona i metri tradizionali e usa il verso sciolto; attinge sì ai misteri come alle sacre rappresentazioni, ma infonde nella materia la sua poesia familiare e casalinga, mescolando il meraviglioso con l'osservazione naturale, e sollevando spesso con ingenua facilità l'umiltà umana al divino.

## Edizioni
Per quanto modesto, il Cecchi teneva alla sua arte: tant'è vero che per le sue commedie cercò un editore illustre, il veneziano Gabriele Giolito de' Ferrari, che nel 1550 stampò La Dote, i Dissimili, gli Incantesimi, la Stiava, l'Assiuolo. Dopo la morte del Cecchi, il Giunti veneziano, nel 1585, ne pubblicò altre nove, comprese alcune già note, tradotte in versi. Alcune di esse furono ripubblicate nel 1750 a Venezia nel Teatro comico fiorentino. Dei drammi spirituali per molto tempo si conobbe solo l'Esaltazione della Croce (1589 e 1592). Le dottrine puristiche diedero voga alle opere del Cecchi ricercate come miniere di lingua viva toscana. Incomimiò Luigi Fiacchi (1818); seguirono poi il Silvestri (Milano 1850), il Corazzini (Firenze 1853), il Tortoli (Firenze 1855), il Dello Russo (Napoli 1864), finché nel 1865 il Milanesi pubblicò a Firenze due volumi di commedie e tra il 1895 e il 1900 G. Rocchi, pure a Firenze, due ricchi volumi di Drammi spirituali.